# Rothschildia encelades
Rothschildia encelades är en fjärilsart som beskrevs av Girad. 1874. Rothschildia encelades ingår i släktet Rothschildia och familjen påfågelsspinnare. Inga underarter finns listade.